# Chapelle Saint-Jean-Baptiste d'Oytier-Saint-Oblas
La chapelle Saint-Jean-Baptiste d'Oytier-Saint-Oblas est une chapelle située sur la commune d'Oytier-Saint-Oblas, dans le département de l'Isère. L'édifice est inscrit partiellement à l'inventaire des monuments historiques depuis 1954.

## Histoire
La chapelle Saint-Jean-Baptiste date de l’époque médiévale (estimée entre le XIIe siècle et le XIVe siècle). Il s'agit d'une ancienne propriété des Hospitaliers de l’ordre de Saint-Jean de Jérusalem qui dépendait de la commanderie de Bellecombe de Valencin.
Selon le site de la commune d'Oytier-Saint-Oblas, la chapelle doit son existence à un seigneur du Péage qui revenant de terre sainte fit construire l'édifice en réponse à son vœu d'en revenir sains et sauf. Ce lieu attirait chaque année à la fête de la Saint Jean de Noël, des pèlerins qui venaient de fort loin vénérer les reliques d'un saint dont les restes reposent encore dans l’autel.

## Description
Cet édifice religieux médiéval, de taille modeste, est surmonté de la croix des hospitaliers. Seule la porte de l'édifice bénéficie de l'inscription au titre des monuments historiques avec une inscription par arrêté du 27 septembre 1954.

## Situation et accès
Cette chapelle est située au péage de Septème, un hameau partagé entre les communes de Septème et d'Oytier-Saint-Oblas, mais cependant positionné sur le territoire de cette dernière, dans le nord-ouest du département de l'Isère, à mi-chemin entre les agglomérations de Vienne et de Bourgoin-Jallieu.